# 塚本善之助
塚本 善之助（つかもと ぜんのすけ、生没年不詳）は、新選組隊士。
元治元年12月までの京坂における、隊士募集に応じて新選組に入隊する。同月の組織編成では、沖田総司の一番隊に所属している。しかし、慶応元年7月以前に離隊。その後、百姓として広島で過ごしたとされる。